# Provincia de Poni
Poni es una de las 45 provincias de Burkina Faso, su capital es Gaoua.

## Departamentos (población estimada a 1 de julio de 2018)
La provincia está dividida en nueve departamentos:
- Bouroum-Bouroum 13,669
- Bousséra 24,076
- Djigoué 34,458
- Gaoua 73,404
- Gbomblora 24,748
- Kampti 63,454
- Loropéni 66,210
- Malba 14,963
- Nako 35,817
- Périgban 11,842